# Schaubücher
Schaubücher war der Markenname einer Fotobuchreihe, die zwischen 1929 und 1932 im Schweizer Orell Füssli Verlag  herausgegeben wurde.

## Geschichte
Herausgeber der Reihe und auch Bearbeiter einiger Bände war Emil Schaeffer. Der gelernte Kunsthistoriker Schaeffer konzipierte eine Buchreihe, die mit den gewachsenen Möglichkeiten der Fotografie und Reproduktionstechnik das veränderte Leseverhalten und Kaufverhalten eines Publikums bedienen wollte, das, so ein Verlagsprospekt, mit Sekunden geizen muss, für das Studium gelehrter Lesebücher keine Zeit mehr hat und darum schnell, aber trotzdem gut unterrichtet werden möchte. Im Vordergrund der Bände sollten Unterrichtung und Augenweide mit hervorragenden Fotografien stehen. Inhaltlich sollten im Unterschied zu der bereits seit 1912 im Verlag Langewiesche herausgegebenen Reihe Die Blauen Bücher die Bücher bei Orell Füssli einen ausgesprochenen Gegenwartsbezug haben. Sechs Themenkreise wurden bei der Planung der Reihe festgelegt: Kultur und Gesellschaft; Kunst, Film und Theater; Technik und Architektur; Sport und Körperkultur; Mensch und Rasse; Natur und Forschung, Die Größe und äußere Gestaltung sollten einheitlich sein, die Themengruppen erhielten eine Kennfarbe auf dem Buchrücken. 
Als Buchgestalter wurde (wahrscheinlich) der Grafiker Willy Burger gewonnen. Die Bände sind in Halbleinen, der Buchdeckel ist fotoillustriert, der hintere Buchdeckel mit graubraunen Papier überzogen. Die farbigen Leinenrücken trugen Angaben zum Autor und Kurztitel und einheitlich am Sockel das Reihenkürzel SB und die Bandnummer. Einige Bände wichen im Format ab. Die Bände waren beim Verkauf mit einem transparenten Cellophan-Umschlag eingeschlagen. Die Erstauflagenhöhe der Bände ist nicht bekannt, sie wird zwischen 6000 und 12.000 angenommen. Wenige Bände erhielten eine (feststellbare) Nachauflage. Der Einheitspreis betrug 3 Franken, beziehungsweise 2,40 Reichsmark oder 4,30 Schilling.   
Die Bände hatten einen Textteil, der zwischen 16 und 24 Seiten lag, und einen Fototeil im Umfang von 56 bis 90 Abbildungen mit Bilderläuterungen. Die Bilderläuterungen waren mitunter von anderen Autoren verfasst als die Texte. In der Mehrzahl der Bände sind die Fotos nicht von einem einzigen Fotografen, sondern es wurden themenbezogen vom Verlag die Fotos von Fotografen, Archiven und Agenturen besorgt.  
Der Verlag konnte die Bände 6, 17, 28, 30, 31 und 33 lizenzieren, sie wurden in englischer Fassung bei Routledge unter dem Reihentitel Seen by the Camera herausgebracht. 
Die Auswirkungen der Weltwirtschaftskrise führte beim Orell Füssli-Verlag zur Einstellung der Reihe, der Verlagsleiter Zutt wurde entlassen, der Herausgeber Schaeffer kehrte nach Deutschland zurück. Die Restbestände wurden mit halbierten Preisen verramscht.
Gleichzeitig mit dem Start der Reihe Schaubücher begann der Orell-Füssli-Verlag die Reihe Was Jungens erzählen, in der bis 1933 fünfzehn Bände erschienen, die von jugendlichen Autoren und Fotografen stammten und sich an ein jugendliches Lesepublikum richteten. Die ersten Bände waren übersetzte Lizenzausgaben aus dem Amerikanischen.

## Titel

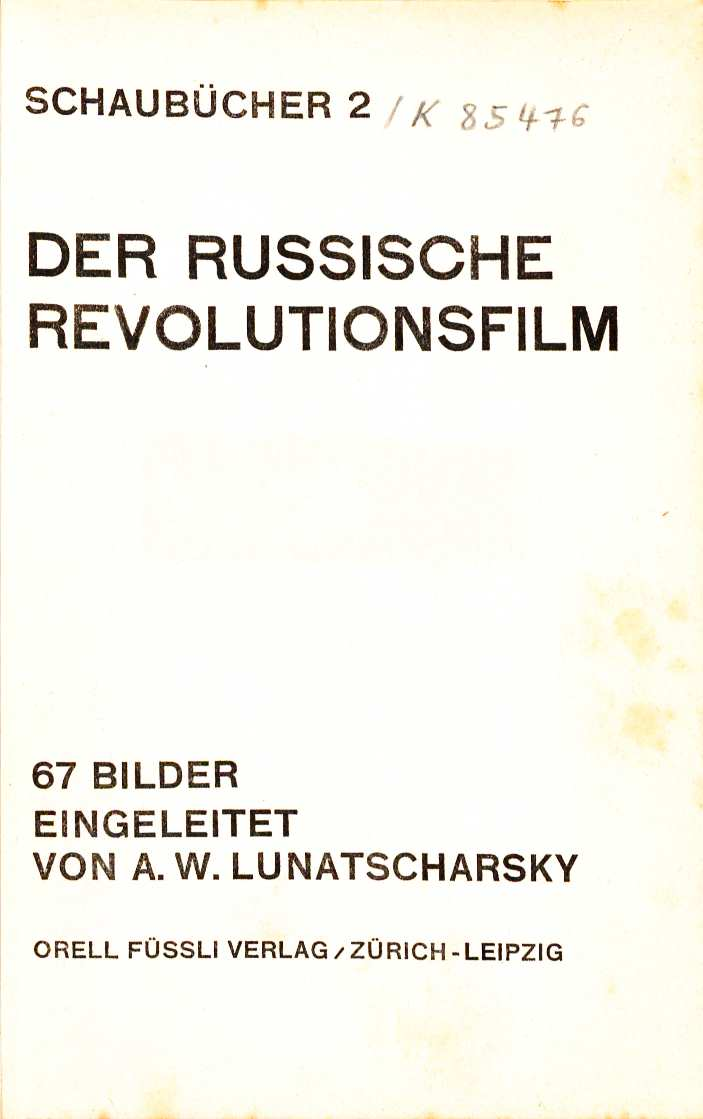
SB 2 Der russische Revolutionsfilm (1929)

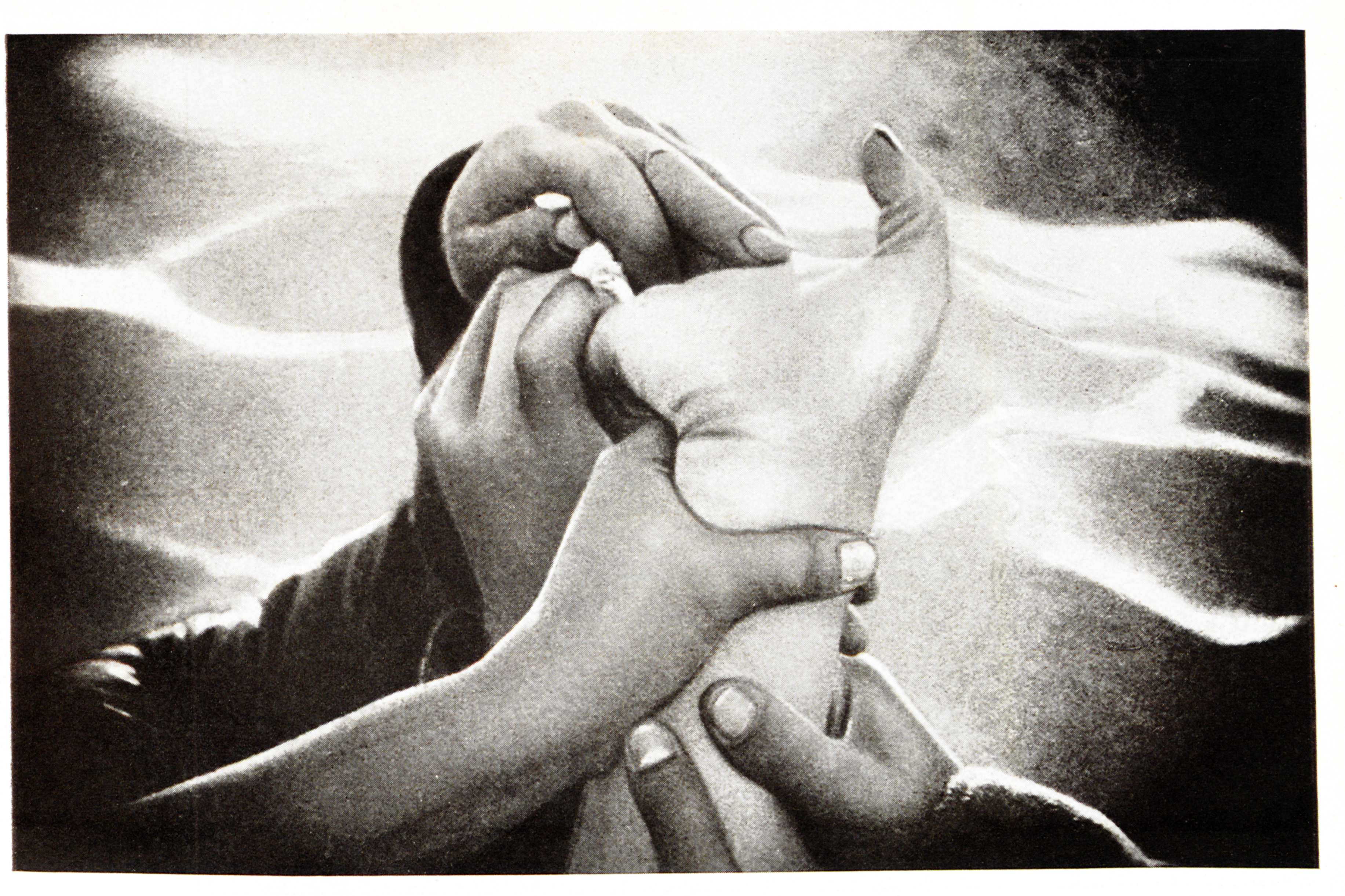
in SB2:
Jakow Alexandrowitsch Protasanow: Der Einundvierzigste (1927)

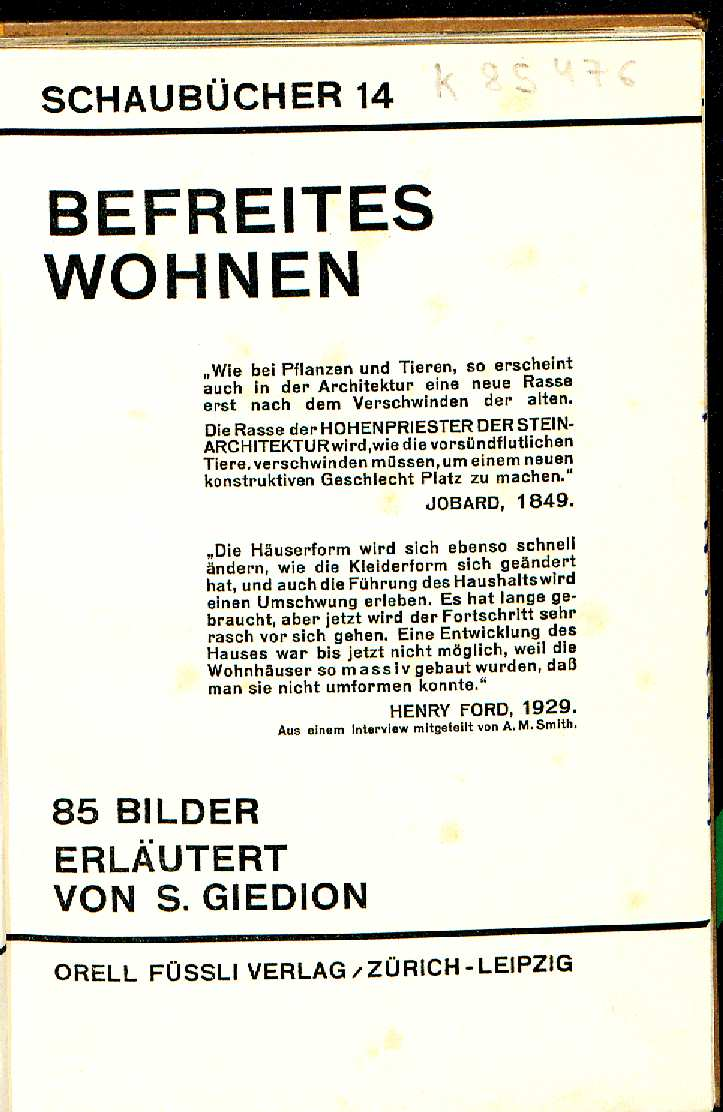
SB 14 Befreites Wohnen (1929)

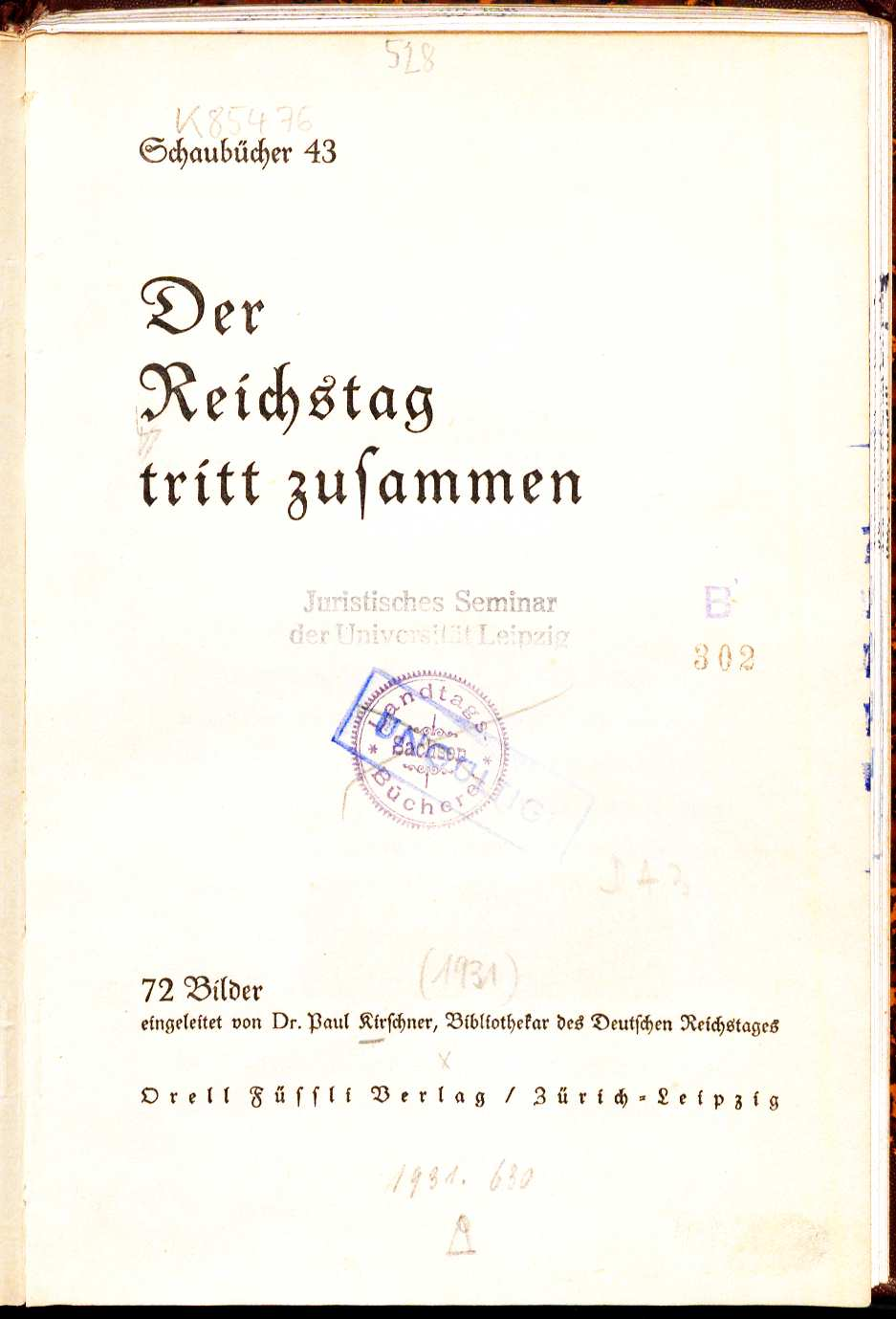
SB 43 Der Reichstag tritt zusammen (1931)

1 Das Tagewerk eines Papstes. 84 Bilder, eingeleitet von P. M. Krieg. 1929
2 Der russische Revolutionsfilm. 67 Bilder, eingeleitet von A. W. Lunatscharsky, zu den Bildern Leo Hirsch
3 Technische Schönheit. 64 Bilder, eingeleitet und erläutert von Hanns Günther: Foto u. a. W. Roerts, E. O. Hoppe und Albert Renger-Patzsch. 1929
4 Olympischer Wintersport. 68 Bilder, eingeleitet von Carl Joseph Luther. 1929
5 Frauen des Morgenlandes. 64 Bilder, eingeleitet von Ewald Banse. 1929
6 Das schöne Tier. 64 Bilder, eingeleitet und erläutert von Friedrich Schnack. Mit Aufnahmen von Hedda Walther. 1929
7 An den Höfen der Maharadschas. 64 Bilder, aufgenommen und erläutert von Alice Schalek. 1929
8 Alte Meister der Basler Kunstsammlung. 70 Bilder, eingeleitet, erläutert von H. A. Schmid. 1930
9 Neue Wege im Hotelbau, Hotel Alpina und  Hotel Edelweiß Murren, Projekt und Bauleitung Arnold Itten. 57 Bilder, eingeleitet und erläutert von Walter Amstutz. 1929
10 Fußball, der Weltsport. 69 Bilder, eingeleitet von Willy Meisl. 1930
11 Hände und was sie sagen. 64 Bilder, eingeleitet und erläutert von Adolf Koelsch. 1929
12 Die Lüneburger Heide. 64 Bilder, eingeleitet von Emil Schaeffer. 1929
13 Heilige Stätten der Bibel. 62 Bilder, eingeleitet von Theodor Däubler, erläutert von Alb. Gsell. 1929
14 Befreites Wohnen. 85 Bilder, erläutert von Siegfried Giedion. 1929
15 Riesenbauten Nordamerikas. 64 Bilder, eingeleitet und erläutert von Frank Washburn. 1930
17 Negertypen des schwarzen Erdteils. 65 Bilder, eingeleitet von M.Gehrts Schomburgk. 1930
18 Tänzerinnen der Gegenwart. 57 Bilder, erläutert von Fred Hildenbrandt. 1931
19 Sonne, Mond und die Planeten. 70 Bilder, eingeleitet und erläutert von Peter Stuker. 1931
20 Attische Kultstätten. 56 Bilder, eingeleitet von Emil Waldmann, erläutert von Walter Hege und Emil Schaeffer. 1931
21 Gottfried Kellers Lebensraum. 75 Bilder, eingeleitet von Eduard Korrodi. 1930
23 Das letzte Gesicht. 76 Bilder, eingeleitet von Egon Friedell. 1929
24 Franz Schubert und sein Kreis. 68 Bilder, eingeleitet von Felix von Weingartner. 1929
25 Hunderassen – Rassehunde. 89 Bilder, eingeleitet von (Theodor) Knottnerus-Meyer. 1929
26 «Wochenende» – und was man dazu braucht. 71 Bilder, eingeleitet und erläutert von Adolf Behne. 1931
27 Ein Ghetto im Osten, Wilna. 65 Bilder von M. Vorobeichic, eingeleitet von Salman Chnéour. 1931 (Das Schaubuch war in drei verschiedenen Ausgaben erhältlich; deutsch/hebräisch, deutsch/jiddisch und englisch/hebräisch. Ein Nachdruck der deutsch/hebräischen Ausgabe erschien 1984 im Verlag Frölich & Kaufmann).
28 Von China und Chinesen. 64 Bilder und Text von Heinz von Perckhammer. 1931
29 Nias, die Insel der Götzen – Bilder aus dem westlichen Insulinde. 66 Bilder, eingeleitet von Paul Wirz. 1931
30 Das Gesicht des Tieres. 65 Bilder, eingeleitet und erläutert von Adolf Koelsch. 1931
31 Der männliche Körper. 59 Bilder, eingeleitet von Emil Schaeffer, erläutert von Eugen Matthias. 1931
32 Goethe und die Goethestätten. 88 Bilder, eingeleitet von Rudolf Pechel. 1931
33 Hollywood wie es wirklich ist. 61 Bilder, eingeleitet und erläutert von Erwin Debries. 1930
36 Im Zeppelin über die Schweiz. 55 Bilder, eingeleitet von Hans von Schiller, Bilder von Ernst Erwin Haberkorn. 1930
37 Richard Wagner und Bayreuth. 84 Bilder, eingeleitet von Oscar Bie. 1931
38 Davos – die Sonnenstadt im Hochgebirge. 82 Bilder, eingeleitet von Kasimir Edschmid. 1931
39 Durchleuchtete Körper. 81 Bilder, eingeleitet und erläutert von Karl Döhmann. 1931
40 Der Rhein von den Alpen bis zum Meere. 67 Bilder, eingeleitet von Hermann von Wedderkop, erläutert von Emil Schaeffer. 1931
41 Do X – das größte Flugschiff der Welt. 73 Bilder, eingeleitet von Claudius Dornier, erläutert von Erich Tilgenkamp. 1931
43 Der Reichstag tritt zusammen. 72 Bilder, eingeleitet von Paul Kirschner. 1931
nicht erschienen
Vom Verlag geplant und mit einer Heftnummer angekündigt waren neun Titel. 
16 Formensprache der Pflanzen
20 Glanzleistungen der Technik
22 Das Gesicht der Blumen
34 Wolfgang Amadeus Mozart
34 Die Wittelsbacher
35 Das Ozeanschiff – Gestalt und Aufgabe
38 Drei große Filmkomiker
39 Oberammergau und sein Passionsspiel
42 Istanbul – Konstantinopel, einst und jetzt